# Prelasko
Prelasko je naselje u slovenskoj Općini Podčetrtku. Prelasko se nalazi u pokrajini Štajerskoj i statističkoj regiji Savinjskoj. 

## Stanovništvo
Prema popisu stanovništva iz 2002. godine naselje je imalo 63 stanovnika.